# Brocade Communications Systems
Brocade Communications Systems, Inc., uit Silicon Valley, ontwerpt, bouwt en verkoopt netwerksystemen voor LAN-, MAN- en WAN-netwerken alsmede switches voor fibre-channel storage area networks (SANs) voor de grootzakelijke markt, ISP's en Internet exchanges.
De switches van Brocade worden zowel onder eigen naam verkocht, alsook door enkele serverfabrikanten zoals Dell, Hewlett-Packard en IBM.

## Geschiedenis
Brocade werd in augustus 1995 opgericht door Seth Neiman, Paul Bonderson en Kumar Malavalli. Kort daarna kwamen ook Dave Banks en Paul Ramsay bij het bedrijf.
Het eerste product was een Fibre Channel switch, de SilkWorm, die in 1997 op de markt kwam. Deze switch maakte gebruik van de Stich ASIC en de zelf ontwikkelde firmware VxWorks. Deze switch vormde het begin van een hele lijn producten voor fibre-channel opslagsystemen. De originele switch werd derhalve hernoemd naar SilkWorm 1000 om onderscheid te maken met de daarop volgende producten onder dezelfde naam.
In 1998 werd Gregory Reyes aangetrokken als CEO. In de daarop volgende 3 jaren gedurende de dot-com zeepbel lanceerde Brocade een nieuwe ASIC de "Flannel" en later de "Loom".
Tussen 2001 en 2003 bracht het bedrijf diverse switches en aanverwante apparatuur uit gebaseerd op haar 3e generatie ASIC "Bloom" waarmee een doorvoer snelheid van 2 Gigabit/seconde kon worden gerealiseerd.
De toen belangrijkste concurrent van Brocade was McData. Toen Brocade haar SilkWorm 12000 director uitbracht won Brocade snel marktaandeel in de Fibre Channel SAN-markt voor grote systemen en in 2003 werd deze Silkworm 12000 uitgeroepen tot “Storage Product of the Year” door het Europese IT-magazine Computing.
In de daarop volgende jaren werd de doorvoersnelheid voor de FC-interfaces verder verhoogd naar 4 Gbps en werd bij de productontwikkeling meer aandacht besteed aan energieverbruik.
Brocades belangrijkste concurrent McData werd in januari 2007 ingelijfd en de fabrikant van ethernetswitches Foundry Networks werd op 21 juli 2008 gekocht. Initieel werd ongeveer $ 3 miljard in contanten en aandelen geboden en vervolgens gingen de aandeelhouders van Foundry akkoord met een overnameprijs van $ 2,6 miljard in contanten.
Door de sterke opkomst van iSCSI voor Storage Area Networks liep de vraag naar pure fibre-channel-switches terug en was het voor het bedrijf belangrijk om ook ethernet-switches te kunnen leveren die gebruikt konden worden in grote storage-omgevingen.
Met de overname van Foundry kreeg Brocade een sterk marktaandeel in de professionele ethernet-switching markt. De producten van Foundry, zoals de NetIron, ServerIron, BigIron etc., worden onder andere gebruikt als switching-platform voor enkele heel grote internet-exchanges zoals de Amsterdam Internet Exchange en de London Internet Exchange

## Optie-schandaal
In 2005, trad Gregory Reyes terug als bestuursvoorzitter toen hij ervan werd beschuldigd dat hij geknoeid zou hebben met opties: hij zou achteraf zichzelf opties hebben toegekend en deze transacties hebben geantedateerd. Na een onderzoek door de Amerikaanse justitie, de FBI en de toezichthouder SEC werden er criminele en bestuurlijke aanklachten tegen Reyes uitgevaardigd. In dezelfde periode onderzochten deze instanties overigens nog een 100-tal andere bedrijven naar vergelijkbare misstanden.
Reyes en Stephanie Jensen, destijds vicepresident human resources, werden op 12 punten aangeklaagd voor deze fraude. Twee aanklachten werden niet bewezen geacht, maar op 7 augustus 2007 werd Reyes voor de overige 10 aanklachten veroordeeld. Op 16 januari 2008 werd hij veroordeeld tot 21 maanden celstraf en een boete van $15 miljoen.
Stephanie Jensen werd in een aparte strafzaak veroordeeld tot 4 maanden celstraf en een boete van $ 1,25 miljoen\
Medio 2009 werd de veroordeling van Reyes vernietigd en werd de zaak terugverwezen naar een andere rechter.

## Geschiedenis van Brocade ASICs
Het succes van de originele (fibre-channel)-producten van Brocade was voor een groot deel te danken aan het gebruik van de zelf ontwikkelde ASIC's in haar producten. Een ASIC is een Application-Specific Integrated Circuit, dus een IC die geoptimaliseerd is voor een bepaalde toepassing: in onderhavig geval dus fibre-channel-switching. Hierdoor konden de producten van Brocade betere prestaties realiseren dan producten die gebruikmaken van generieke IC's in combinatie met een softwarematige oplossing.
De historische ASIC's en bijbehorende producten zijn:
1e Generatie - 1997
- ASIC naam: Stitch
  - Poorten per ASIC: 2
- Switches: SilkWorm 1000

2e generatie - 1999
- ASIC naam: LOOM
  - Snelheid: 1 Gbit/s
  - Poorten per ASIC: 4
- Directors: SilkWorm 6400
- Switches: SilkWorm 2400, 2800, etc.

3e generatie - 2001
- ASIC: BLOOM en de BLOOM II
  - Snelheid: 2 Gbit/s
  - Poorten per ASIC: 8
  - Met deze ASIC werd ISL-trunking (4-poortsgroepen die quads werden genoemd) en frame-filtering geïntroduceerd
- Directors: SilkWorm 12000, SilkWorm 24000
- Switches: SilkWorm 3200, 3800, 3850, etc.

4e generatie - 2004
- ASIC: Condor
  - Snelheid: 4 Gbit/s
  - Poorten per ASIC: 32
  - Introductie van enhanced trunking (8-poortsgroepen)
  - Directors: SilkWorm 48000
  - Switches: SilkWorm 4100, 4900, etc.
  - Router: 7500, FR4-18i (Director-blade)
- ASIC: GoldenEye (vereenvoudigde Condor)
  - Snelheid: 4 Gbit/s
  - Poorten per ASIC: 24
  - Switches: SilkWorm 200E

5e Generatie - 2008
- ASIC: Condor 2
  - Snelheid: 8 Gbit/s
  - Poorten per ASIC: 40
  - Directors: DCX Backbone
  - Switch: 5100 (1 ASIC, 40 poorten)
- ASIC: GoldenEye 2
  - Snelheid: 8 Gbit/s
  - Poorten per ASIC: 24
  - Switches: 300 (1 ASIC, 24 poorten), 5300 (9 ASIC's, 80 poorten)

## Brocade producten
De producten van het bedrijf zijn te verdelen in Brocade hardware, producten die onder een andere naam worden verkocht en Brocade-software

### Brocade hardware
De belangrijkste producten van het bedrijf zijn fibre channel-backbones, -switches, en -directors; Ethernet-switches en -routers; netwerk-load-balancers; fibre-channel host bus adapters (HBAs); en zogenaamde converged networked adapters of CNAs.
Toegang tot de ethernet- of LAN-markt kreeg het bedrijf door de overname van Foundry Networks met haar ethernet switches zoals de NetIron, ServerIron en BigIron productlijnen.
De FibreChannel- en Ethernet-switches komen samen in de producten voor Fibre Channel over Ethernet of FCoE: Brocade biedt hiervoor de Brocade 8000 rackswitch en de blade FCOE10-24 die gebruikt kan worden in haar DCX Datacenter chassis-systemen. De FCoE netwerk-adapters ofwel Converged (ethernet) Netwerk Adapters de CNA 1010 met één 10Gpps CEE interface en de CNA 1020 met twee 10Gbps CEE interfaces
Deze en andere hardware-producten ondersteunen algemeen gebruikte protocollen en toepassingen zoals iSCSI, FCIP, GigE, FICON, FCoE (Fibre Channel over Ethernet), CEE, en OSI Layer 2-7 netwerkprotocollen.

### PowerConnect B-series
Een aantal van de Brocade switches worden ook als Dell PowerConnect-B series verkocht via Dell. Bij de ethernet-switches (de Foundry Networks switches zoals BigIron) is er een aparte firmware om de switch in te zetten als layer-2 ethernet switch of layer-3 router, de nok de B-series geleverde firmware is de standaard versie van een combinatie van deze firmware. Extended versie (zoals de router-versie die ook BGP ondersteunt) alsook de layer4-7 switch firmware (waarmee je de switch gebruikt als hardware based load-balancer) kunnen apart worden aangeschaft.
Behalve de ethernet switches die een voortzetting zijn van de Foundry network producten verkoopt Dell ook Fibre Channel en Fibre Channel over Ethernet switches en server-adaptors. Het PowerConnext B-series programma omvat:
- B-DCX chassis-switches voor fibre-channel met snelheden 1, 2, 4 en 8 Gbps[14]
- M5424 blade module voor het Dell M1000e blade-chassis met FCoE-functionaliteit: 16 interne 10Gb-interfaces en ten minste 8 externe FC-interfaces[15]
- B5300 80 port Fibre Channel switch: 80 port 8Gb FC switch[16]
- B5100 40 port Fibre Channel switch: 40 port 8Gb FC switch[17]
- B300 24 port FC switch[18]
- PCT-B8000/B8000e: top-of-rack FCoE switch[19]
- PCM-8428-k: FCoe switch voor de Dell M1000e blade enclosure met 16 interne en 8 externe 10Gb poorten en 4 8Gb FC poorten
- Brocade 1020 CNA: FCoE 10Gb ethernet Comverged Network Adaptor
- Brocade 815 and 825 Host Bus Adaptor voor FibreChannel-netwerken

### Brocade-software
De software van het bedrijf is vaak specifiek voor gebruik op Brocade hardware dan wel om te gebruiken in combinatie met deze hardware (bijvoorbeeld het beheren van de producten van Brocade of netwerken waarin deze producten worden toegepast)
Enkele voorbeelden zijn:
- SAN Storage beheer-applicaties
  - Data Center Fabric Manager (DCFM)
  - Enterprise Fabric Connectivity Manager (EFCM) (from McData)
  - Brocade Network Advisor (BNA) (heeft DCFM, ECFM en INM vervangen)
  - Fabric Manager
  - Host Connectivity Manager (HCM)
  - SAN Health
- (IP) Netwerk Beheer Software
  - Brocade Network Advisor (BNA)

## Overnames en fusies
- 2003 – Rhapsody Networks
- 2005 – Therion Software Corporation
- 2006 – NuView, Inc.
- 2007 – Silverback Systems, Inc. (netwerk-versnelling)
- 2007 – McDATA: belangrijkste concurrent in Fibre Channel markt.
- 2008 – Strategic Business Systems: services voor professionele opslag-oplossingen.
- 2008 – Foundry Networks: fabrikant van ethernetswitches en routers voor grootzakelijke en ISP-markt.
- 2012 - Vyatta: Network function virtualization (NFV) functionaliteit in de vorm van vRouter, vFirewall en vVPN
- 2014 - Vistapointe: Software voor Visibility and Analytics oplossingen voor mobile network operators
- 2015 - Connectem: vEPC (virtual Evolved Packet Core) voor mobile operators.
- 2015 - SteelApp: Network function virtualization (NFV) software portfolio van Riverbed Technology software voor geavanceerde application load balancing, Web Application Firewall, Web optimisation en Services Controler
- 2016 - Ruckus Wireless : High-performance wireless hardware and software products